# Microprose Soccer
Microprose Soccer es un videojuego de fútbol desarrollado por Microprose en 1989

## Juego
El juego permite disputar partido de fútbol 11 y fútbol 5.

## Juegos relacionados
Hay una versión modificada oficial con la Copa del Mundo de Italia 90 y otra no oficial para el mundial de Alemania 2006.